# 浅葉克己
浅葉 克己（あさば かつみ、1940年3月18日 - ）は、アートディレクター。日本グラフィックデザイン協会（JAGDA）五代目会長。東京タイプディレクターズクラブ会長。
広告、タイポグラフィ制作の第一人者。ライトパブリシティ出身。卓球六段。

## 経歴
神奈川県横浜市金沢文庫に生まれる。神奈川県立神奈川工業高等学校図案科を卒業後、友人の父親の紹介で 伊勢佐木町の松喜屋百貨店（後のピアゴイセザキ店）宣伝部に入り広告制作や内装に携わる。そこでの先輩の紹介で5年ほど佐藤敬之輔タイポグラフィ研究所において文字設計を学ぶ。1年勤めた後、桑沢デザイン研究所リビングデザイン科基礎コースに入る。
1964年ライトパブリシティに入社、東レ、キユーピーマヨネーズなどの仕事で注目を集める。1975年浅葉克己デザイン室を設立。以降、アートディレクターとして、数多くの名作コマーシャル、ポスターを制作する。
1987年、東京タイプディレクターズクラブ(TDC)を設立。会長（現理事長）として同クラブを運営する傍らアジアの文字文化に着眼、文字と視覚表現のかかわりを追求する過程で中国の少数民族ナシ族に伝わる象形文字トンパ文字と出会う。1999年「中国麗江国際東巴（トンパ）芸術祭」の招待作家として現地で個展を開催。この時のグラフィックデザインは2000年東京ADC会員賞を受賞した。また、言語学者西田龍雄との共同作業でDVD『What's TOMPA』を制作するほか、トンパ文字に関連した書籍も多数出版している。2008年には、東洋占術家真矢茉子が麗江で発見したトンパのタロットカードと合わせて、トンパ文字研究の集大成ともいえる「トンパのアサバイブル」（宣伝会議）を出版した。
2006年に開催された世界的なグラフィックデザイナーの組織AGIの日本大会では実行委員長を務め、国境を越えた150名の参加者のクリエイティブな交流会を成功に導いた。2007年に設立20周年をむかえた東京TDCは、国内のみならず、オーストラリア、韓国、台湾などで国際展を開催し、2005年に就任したデザインアソシエーション会長としても、東京デザインウィークやミラノサローネのデザインワークにも参加するなど、活躍の場を世界に広げている。近年、中国、韓国、台湾などアジア諸国からの講演、審査依頼も多い。
2007年11月の多摩川アートラインプロジェクトでは、代表として実行委員も務め、大田区の新田神社に自らのデザインによる石の彫刻「LOVE神社」を設置した。
2008年7月には「21_21 DESIGN SIGHT」（東京ミッドタウン）で世界の文字にまつわる作品を集めた「祈りの痕跡。展」をディレクション。“文字とは「伝えたい」という祈りにも似た人間の強い思いの究極の形である”という展覧会のテーマが、「文字を書くという行為について改めて考えさせられる」（朝日新聞）など、各方面より高い評価を得た。この時に出品した壁一面の自身の日記が、後に[21_21 DESIGNSIGHT「祈りの痕跡。展 浅葉克己日記」の空間とグラフィックデザイン]で2009東京ADCグランプリを受賞。受賞理由に、「あらゆるところでタイポグラフィックデザインそのものを発言してきた集大成。展覧会としてもすばらしい企画。」「一番面白いところは、完成した作品と現場の日記とそのアイデアスケッチがあって、それが対比されていること。発想の原点を全部開陳してしまっている。その覚悟を評価したい。」「手で書いていくことの力を強く感じる。日記という別な形で定着されていることにハッとさせられる。」など。
2009年第16回神奈川国際芸術フェスティバル「明日への祝祭！」において、「デザインの港。－浅葉克己展。」（神奈川県民ホールギャラリー）を開催。
2009年7月、核兵器廃絶を内外に訴えるポスター「ヒロシマ・アピールズ」（日本グラフィックデザイナー協会、広島国際文化財団制作）の12作目2009年版を発表。「忘れてはならない時刻、815。」のタイトルで、針の飛んだ懐中時計をモチーフに平和への祈りを表現した。
2009年8月の第45回衆議院議員総選挙で民主党が圧勝し、第一党となったことにより、ロゴマークの制作者として注目を集める。。1998年の発表時の制作意図は次の通り。「二つの円は、「民の力」の結合の象徴を表している。下側の円の輪郭線ががたがたになっているのは、円がみなぎる力で動いたり、育ったりして、生命体のように成長しつつ、融合して新しい形を生み出す様子を表しており、二つの円の形は無限大 ∞ の意味も含んでいる。」
2010年7月、前年に引き続き神奈川県民ホールギャラリーで開催された「デザインの港2。浅葉克己展」では、東洋的核なもの・西洋的核なもの・宇宙的核なものをテーマに、惑星物理学者である松井孝典の協力によるポスターや、親友・三宅一生の新しいプロジェクト（衣服「132 5. ISSEY MIYAKE」、照明器具「IN-EI ISSEY MIYAKE」）のロゴマーク等を発表し注目を集めた。
2016年11月、自身が会長を務める東京デザインウィークにおいて、火災による死亡事故が発生。翌年度以降は開催されていない。
2020年夏季オリンピックのエンブレムのデザイン選考では当初の審査員を務め、佐野研二郎の作品を選出。

## 人物
卓球は趣味の域を超える。カメラマンの十文字美信との出会いがきっかけで1975年にクラブチーム「東京キングコング」を結成。全国大会に出場したこともある腕前である。
1987年に当時の国際卓球連盟会長だった荻村伊智朗に請われて、日本卓球協会が立ち上げた卓球イメージアッププロジェクト『卓球の明日を考える会』に参加し、浅葉は「卓球台をブルーにして、ピンポン球を黄色にしてみたらどうだろう？」というアイデアを出した。これが現在のカラフル卓球台登場など、一連の卓球イメージアップ作戦の展開へと繋がって行く。日本卓球協会評議員。浅葉が審査員を務めた第11回世界ポスタートリエンナーレトヤマ2015では青い卓球台に白いボールで卓球の世界を端的に表現した「世界卓球2015」のポスターを銀賞に選んだ。
卓球の専門誌卓球王国に、エッセイ「ひとりピンポン外交」を連載中。北朝鮮 やモンゴル にも卓球をしに行っている。北朝鮮を撮影した写真集『隣人。38度線の北』のアートディレクションも担当した。
書道家の町春草や石川九楊に弟子入りしたことがある。

## エピソード
伊坂芳太良との関係性
- 「ペロさんの部屋には何故か、西部劇の酒場の扉が付いていて、うっかり前の人が入ったのに気づかずに入って行くと、バーンと帰って来た扉で胸や顔を打たれるのだ。僕がペロさんの部屋に行くことになったのは入社した次の年の65年で、ペロさんは東レの女性ものを中心に広告を創り、僕は、男ものの広告をまかされた。その頃のペロさんのイラストは漫読のイジワル爺さんが中心で、広告の仕事の方が忙しかった。東レの水着の撮影でハワイに行き、帰りにサンフランシスコに寄って帰って来た。そしてこんなことを言った。広告の仕事では、自分がどこをやったか、彼等に見せても解ってもらえなかった。広告の仕事よりも、イラストレーションの仕事に自分は賭けたい”と。丁度そんな時にエドワーズの仕事がぼつぼつ入ってきた」 [17]
- 「夏に会社で仕事をしているとよくプリンスホテルから電話で、泳ぎにこないかと誘ってくれた。ペロさんの部屋からタダでプールに入れたからだ。僕等がプールに浮かんで、 夏の雲や女性の水着が付いてる部分に目をうばわれている時も、ペロさんのペンや筆は休むことなく動き続けていたのだ。 ペロさんの人間的やさしさに甘えさせてもらった」(浅葉克己)[18]

## 主な仕事
- キユーピーマヨネーズ（「わたしは街に村を持った」）
- サントリー（サントリーオールド「夢街道」/サントリーホワイト「飲む時はただの人」）[1]
- 西武百貨店（「おいしい生活」「不思議、大好き」「お手本は自然界」）[1]
- TDK（「イマ人を刺激する」））
- スヴェンソン（CMに自ら出演。頭部を剃りかつらを装着、卓球をしながらズレないことを宣伝）
- 流行通信（アートディレクション）
- 写楽（篠田正浩監督映画・美術監督／ポスターデザイン）
- 武田薬品（アリナミンA「肉体疲労にAじゃないか」「よし、アリナミンがある」）
- 日清食品（カップヌードル）
- キリンビバレッジ（「日本茶玄米」パッケージデザイン）
- ミサワホーム（「家ではスローにん。」・「ECO微気候デザイン」・「ミサワデザイン バウハウス」）
- 長野オリンピック（公式ポスター）
- 民主党（ロゴマーク）
- サンウェーブ（ロゴマーク）
- 横浜美術館（ロゴマーク）
- 東京都STOP AIDS キャンペーン（ロゴマーク）
- 日本テレビ・24時間テレビ（タイトル、Tシャツデザイン）
- 服部克久・音楽畑（CDジャケットデザイン）
- BRIO（ロゴマーク・表紙デザイン）
- 大地の芸術祭 越後妻有アートトリエンナーレ2006・松之山看板（テキストデザイン）
- 太陽の船（山本寛斎イベント・ポスターデザイン）
- ミラノサローネ2007・TOKYO LOVE（ポスターデザイン）
- NHK・知るを楽しむ（タイトルデザイン）
- NHK・街道てくてく旅（タイトル・ポスターデザイン）
- NHK・カンゴロンゴ（タイトルデザイン）
- 世界遺産劇場（ポスターデザイン）
- 大地の芸術祭 越後妻有アートトリエンナーレ2009（ポスターデザイン）
- 'S wonderful（ミュージカル映画ポスター本・装丁）
- 「昴」（角川書店刊・谷村新司小説・装丁）
- 「階」（角川書店刊・谷村新司小説・装丁）
- ミサワ デザイン バウハウス（ポスターデザイン）
- ヒロシマ・アピールズ2009（新作ポスター）
- 青山時間・青山芸術祭（ロゴマーク）
- 青山学院アスタジオ（ロゴマーク）
- 環境省 Low Carbon Life-design Award 2009（ポスターデザイン）
- 「下流の宴」（毎日新聞社刊・林真理子小説・装丁）
- 「白川静読本」（平凡社刊・装丁）
- 「新書源」（二玄社刊・装丁）
- モリサワ 文字文化フォーラム（ポスターデザイン）
- 国際カラーデザイン協会（ロゴマーク）
- 安藤百福センター（ロゴマーク）
- 132 5. ISSEY MIYAKE・IN-EI ISSEY MIYAKE（ロゴマーク）
- Reality Lab 再生・再創造展（会場構成・展覧会ロゴマーク・ポスターデザイン）
- 香港ink&Design展「無から有を生む」（新作ポスター）2010/12/01〜12/04
- Francfranc（「たのしい生活」新聞広告）
- 「プロワイズ」（表紙デザイン）
- 「北のライオン」（講談社・わたせせいぞう・ ロゴマーク）
- 東北の底力、心と光。「衣」、三宅一生。（ポスターデザイン）2011/7/26〜7/31
- 台湾妙法自然展（新作ポスター「生き続ける墨と書」）2011/9/30〜10/30
- にほんごっ子（博報財団・エッセイ）
- タイポジャンチ2011ソウル（代表作家として参加）2011/8/29〜9/01
- 「中原祐介美術批評 選集」（現代企画室＋BankART出版・装丁）
- 台湾Ingenuity Follows Nature展（新作ポスター）2011/10/23〜10/27
- 東京京橋金鳳堂（新聞広告のロゴデザイン）
- 日本繁昌 大展覧会（ポスターデザイン）2012/4/3〜4/9
- デザインの聖地にASABAが行く。（ポスターデザイン・作品出品）2012/7/2〜7/28
- OPEN YOKOHAMA 2012「開け 横浜。」（メインビジュアルデザイン）
- パリに於ける東北伝統的工芸品展（ポスターデザイン）2012/9/3〜
- AGI展（ポスターデザイン）2012/10/4〜10/27
- HOMME PLISSE  ISSEY MIYAKE（ロゴマーク）
- H.I.S 「初夢フェア」（ロゴタイプデザイン）2017
- 奥能登国際芸術祭2017（ポスターデザイン）
- 青森山田100周年（ロゴデザイン）
- 横浜美術館 30周年（ロゴマーク・ロゴタイプデザイン）2019
- 横浜美術館「イサム・ノグチと長谷川三郎―変わるものと変わらざるもの」 （ポスターデザイン）2019/1/12〜3/24
- 浅葉克己ディレクション 企画展「ユーモアてん。／SENSE OF HUMOR」（ポスターデザイン・作品出品）
- 五十嵐匠監督作品 映画「二宮金次郎」（ポスターデザイン）2019

民主党 (日本 1998-2016)ロゴマーク

## 役職
- 日本ネーミング協会理事
- 東京TDC（東京タイプディレクターズクラブ）理事長
- JAGDA（日本グラフィックデザイナー協会）理事
- 東京ADC（東京アートディレクターズクラブ）委員
- AGI（国際グラフィック連盟）JAPAN代表・日本総会実行委員長
- デザインアソシエーション(TOKYO DESIGNERS WEEK主催)会長
- エンジン01文化戦略会議幹事
- 桑沢デザイン研究所所長（2020年3月まで）・浅葉ゼミ講師
- 東京造形大学客員教授
- 京都精華大学客員教授
- 青森大学客員教授
- DNP文化振興財団評議員
- デザイナーズスキル認証機構理事
- 国際カラーデザイン協会会長
- 日本環境教育フォーラム理事
- イベント学会理事
- 六本木男声合唱団倶楽部幹事
- 東京都写真美術館企画諮問会議委員
- 東京芸術文化評議会評議員

## 審査
- 朝日広告賞審査員
- 毎日広告デザイン賞審査員
- 日本宣伝賞・山名賞選考委員
- 東京ADC年鑑選考委員
- 東京TDC年鑑選考委員
- JAGDA年鑑選考委員
- 亀倉雄策賞選考委員
- 講談社フェーマススクールズ審査員
- 繊研流通広告賞審査員
- 全国カタログポスター展審査員
- 学生POP広告大賞審査員
- コンケラーデザインコンテスト審査員
- 青山デザインアワード審査員
- 日本高校生デザイングランプリ審査員
- 愛媛広告デザイン賞・ヤングクリエーター大賞審査員
- 東川賞審査員
- 手島右卿賞審査員
- 新潟ADC審査員
- 土佐クリエーターズギルド審査員
- アクテリオン絵はがきコンクール審査員
- アートヒア審査員
- 十勝ポスターアワード審査員
- 世界ポスタートリエンナーレ富山審査員
- 札幌ADC審査員

## 個展・展覧会ディレクション（過去20年）
- 2000年 浅葉克己 東巴文字2000（フジタヴァンテミュージアム）
- 2003年 悲し器父娘展（スペースTRY）
- 2004年 嬉し器父娘展（スペースTRY）
- 2004年 赤レンガ浅葉克己原展（横浜赤レンガ倉庫）
- 2005年 七つの顔のアサバ展（gggギャラリー）
- 2005年 新し器父娘展（ギャラリー5610）
- 2008年 祈りの痕跡。展（21＿21 DESIGN SIGHT）
- 2009年 デザインの港。浅葉克己展。「快晴盛夏」（神奈川県民ホールギャラリー）
- 2009年 ウレシー・ボークー（ギャラリーしらみず）
- 2010年 デザイン維新だ。浅葉克己展。（クリエーションギャラリーG8）
- 2010年 デザインの港。浅葉克己展。2「イッポン・イッポン・ニッポン」（神奈川県民ホールギャラリー）
- 2010年 デザイン生活（ギャラリーレタラ）
- 2010年 REALITY LAB. 再生・再創造展（21＿21 DESIGN SIGHT）展覧会ディレクション
- 2011年 浅葉克己展＋JAGDA展（帯広市民ギャラリー）
- 2012年 浅葉克己とミサワバウハウスポスター展（ドイツ・デッサウバウハウス財団）
- 2015年 浅葉克己のタイポグラフィ展「ASABA’S TYPOGRAPHY.」（ギンザグラフィックギャラリー）
- 2015年 DNPグラフィックデザイン・アーカイブ収蔵品展VI：浅葉克己ポスターアーカイブ展（CCGA現代グラフィックアートセンター）
- 2015年 巨匠シリーズの個展 浅葉克己展（市原湖畔美術館）
- 2016年 浅葉克己個展「アサバの血肉化」（京都dddギャラリー）
- 2016年 静岡CCC杮落(こけらおと)し  浅葉克己個展  この国のデザインのカタチ。
- 2017年 浅葉克己個展「アサバ△の家。」（GRANVISTA GALLERY sapporo）
- 2019年 「ユーモアてん。／SENSE OF HUMOR」（21＿21 DESIGN SIGHT）展覧会ディレクション

## 受賞
- 1965年 日宣美特選（国際具体詩展）
- 1968年 東京ADC銀賞（キユーピーマヨネーズ）
- 1969年 東京ADC銅賞（キユーピーマヨネーズ）
- 1969年 東京ADC銅賞（御木本パール）
- 1970年 東京ADC銅賞（キユーピーマヨネーズ）
- 1970年 東京ADC銅賞（東レ）
- 1974年 東京ADC会員賞（キユーピーマヨネーズ）
- 1979年 東京ADC会員賞（サントリー）
- 1980年 毎日デザイン賞（サントリー）
- 1989年 東京ADC会員賞（西武セゾングループ）
- 1989年 日本宣伝賞・山名賞
- 1990年 東京ADC会員賞・原弘賞（「アジア22の文字」）
- 1991年 東京TDC金賞
- 1994年 東京TDC銀賞
- 1996年 第19回日本アカデミー賞最優秀美術賞（映画「写楽」美術監督）[19]
- 2000年 東京ADC会員賞（中国麗江国際トンパ芸術展）
- 2000年 桑沢賞（◯△□展）
- 2001年 グッドデザイン賞 コミュニケーションデザイン部門（トンパ文字）
- 2001年 アジアグラフィックデザインアワードグランプリ
- 2002年 東京ADC最高賞（トンパ掛け軸 「一二三」）
- 2002年 全国カタログポスター展 経済産業大臣賞
- 2002年 紫綬褒章[1]
- 2003年 桑沢賞 デザイン・オブ・ザ・イヤー
- 2005年 JAGDAポスター展・Water for Lifeグランプリ（「一杯の水」）
- 2009年 5つ星デザイナーの饗宴 国際ポスタートリエンナーレ 特別賞
- 2009年 東京ADC最高賞（「祈りの痕跡。展 浅葉克己日記」の空間とグラフィックデザイン）
- 2009年 全国カタログポスター展 経済産業大臣賞（「ヒロシマアピールズ」）
- 2009年 東京TDC賞（「浅葉克己日記」）
- 2010年 東京TDC特別賞（「図形楽譜」）
- 2010年 JAGDA賞（「浅葉克己日記」）
- 2010年 第12回亀倉雄策賞（「ミサワ デザイン 2009 バウハウス 」）
- 2010年 全国カタログポスター展 経済産業省商務情報政策局長賞
- 2011年 全国カタログポスター展 経済産業大臣賞
- 2011年 全国カタログポスター展 経済産業省商務情報政策局長賞
- 2013年 佐藤敬之輔賞
- 2013年 旭日小綬章[20]
- 2015年 東京ADC原弘賞（「ギンザ・グラフィック・ギャラリー「浅葉克己デザイン日記」ブック＆エディトリアル」）
- 2016年 東京ADC原弘賞（「YMP「薔薇刑」のブック＆エディトリアル」）

## TV出演
- 11PM
- たけしの誰でもピカソ
- 新日曜美術館
- 巨樹は語る
- 日本美林紀行
- デザインの森
- ニューデザインパラダイス
- 辰巳琢郎のワイン番組
- 関口宏の昭和青春グラフィティ
- テレビぴあ（司会）[21]
- 日本人のおなまえっ！

## 書籍
- 『世界のグラフィックデザインシリーズ 18 浅葉克己』(gggBooks)
- 『What's TOMPA』(DVD)
- 『生きる力をくださいトンパ』（KKベストセラーズ）
- 『浅葉克己のトンパ伝心』（講談社）
- 『地球文字探険家』（二玄社）
- 『トンパのアサバイブル』（宣伝会議）
- 『浅葉克己デザイン日記 2002-2014』（グラフィック社）

監修
- 『知のビジュアル百科・文字と書の歴史』（あすなろ書房）

## 作品収蔵先
- 富山県立近代美術館 ポスター「おいしい生活」
- 武蔵野美術大学図書館 ポスター「長野オリンピック」
- 美濃和紙の里会館（岐阜県） 掛け軸「三、四、五」
- 新潟県立近代美術館 ポスター「ミサワ デザイン 2009 バウハウス」
- アドミュージアム東京 ポスター「ミサワ デザイン 2009 バウハウス」
- 防府天満宮（山口県） 石碑「LOVE神社」
- 新田神社（大田区） 石碑「LOVE神社」「石の卓球台」
- 青山石材店（愛媛県） 石碑「石の卓球台」
- 角田浜（新潟県） 石碑「ヒエログリフ」
- ベルリン バウハウス資料館 ポスター「ミサワ デザイン 2010 バウハウス」
- 台湾 福田繁雄設計芸術館 ポスター「亀倉賞受賞記念展」「浅葉克己とミサワバウハウスポスター展」「天國と地獄」

## 脚註
1. 1 2 3 4 5 6  “日本を代表するアートディレクター浅葉克己氏の展覧会「天國と地獄。」”.   MdN (2021年9月7日). 2023年11月閲覧。 エラー: 閲覧日は年・月・日のすべてを記入してください。
2. ↑  上向きの日も、下向きの日も、今を楽しむ 1/4 | club willbe[リンク切れ]
3. ↑  FGひろば155号 クリエイターズ・アイ
4. ↑  【第八十二回】浅葉克己｜平成の世にサムライを探して｜日立ソリューションズ
5. ↑  Vol.12 浅葉克己 ニューヨーカーマガジン
6. ↑  Learning for best life アノヒトに聞きました「アートディレクター浅葉克己さん」前編｜ヒューマンアカデミー
7. ↑  トンパのアサバイブル
8. ↑  http://www.jagda.org/information/jagda/310
9. ↑  2020年東京オリンピック・パラリンピックの大会エンブレムデザインを募集 マイナビニュース 2014年9月19日
10. ↑  旧エンブレム審査委・浅葉氏、最終候補バッサリ「佐野さんの方が良かった」 - スポーツ報知、2016年4月11日
11. ↑  上向きの日も、下向きの日も、今を楽しむ 2/4 | club willbe
12. ↑  Learning for best life アノヒトに聞きました「アートディレクター浅葉克己さん」後編｜ヒューマンアカデミー
13. ↑  朝日新聞『ニッポン人脈記』 2008年7月7日付夕刊
14. ↑  『北朝鮮にスマッシュ。』　神山典士　メディアファクトリー　1999年1月
15. ↑  浅葉克己さん 卓球・デザイン 来た球打つ : yomiDr. / ヨミドクター（読売新聞）
16. ↑  上向きの日も、下向きの日も、今を楽しむ 3/4 | club willbe
17. ↑  伊坂芳太良の世界（立風書房（イラストレーション・ナウ）、1974年）241頁。
18. ↑  ^ 伊坂芳太良の世界（立風書房（イラストレーション・ナウ）、1974年）242頁。
19. ↑  “第19回日本アカデミー賞 優秀賞”. 日本アカデミー賞公式サイト.   日本アカデミー賞協会 (1996年3月23日). 2025年6月6日閲覧。
20. ↑  “平成25年春の叙勲 旭日小綬章等受章者 東京都” (PDF).  内閣府. p. 1 (2013年4月29日). 2013年5月12日時点のオリジナルよりアーカイブ。2023年5月15日閲覧。
21. ↑  上向きの日も、下向きの日も、今を楽しむ 4/4 | club willbe